# Uno Indonesia
Uno indonesia è il primo greatest hits del gruppo vocale dei Neri per Caso, settimo album pubblicato dal gruppo salernitano con l'etichetta discografica EMI Music Italy nel 2001.

## Tracce
1. Quello che vuoi
2. Good Morning Happyness'
3. Sentimento pentimento
4. Io ci sarò
5. Here, There and Everywhere
6. Le ragazze
7. Sogno
8. 'A malatia 'e l'America
9. Sarà
10. Jamming
11. Che cosa sei
12. Formula chimica
13. Cosa c'è tra noi
14. Mai più sola
15. Denganmu (feat. Bunglon)

## Formazione
- Ciro Caravano
- Gonzalo Caravano
- Diego Caravano
- Mimì Caravano
- Mario Crescenzo
- Massimo de Divitiis